# Boarmia gitanaria
Boarmia gitanaria är en fjärilsart som beskrevs av William Schaus 1901. Boarmia gitanaria ingår i släktet Boarmia och familjen mätare. Inga underarter finns listade i Catalogue of Life.